# إيما كوجوري
إيما كوجوري (باليابانية: (باليابانية: 小暮 英麻)؛ مواليد 31 أكتوبر 1976) هي مؤدية أصوات يابانية. بدأت مسيرتها المهنية في أواخر التسعينيات، وكانت مرتبطة سابقًا بوكالة ماوسو بروموشن، وتعمل حاليًا بشكل مستقل.

## المسيرة المهنية
ظهرت إيما كوجوري في عدة أعمال بارزة في مجال الأداء الصوتي، منها مسلسلات أنمي وألعاب فيديو، بالإضافة إلى بعض أعمال الدبلجة اليابانية.

## أبرز الأعمال

### أنمي تلفزيوني
- أولاد الجيران – أدوار متنوعة.
- لحن الحورية – أداء شخصيات ثانوية.
- ناروتو – أدوار متعددة (2002–2005).
- الطاقة الزرقاء.
- Night Wizard the Animation – دور أنزلوت.
- Wolf's Rain – شخصية فتاة مجهولة.

### أوفا
- كراش بانديكوت: غضب كورتيكس – صوت كوكو.
- كراش نيترو كارت – صوت كوكو.
- كراش توين سانيتي – صوت كوكو.
- واي أوف ذا ساموراي.

### دبلجة يابانية
- إي آر (ER) – دبلجة لبعض الأدوار.

## روابط خارجية
- إيما كوجوري في قاعدة بيانات الأفلام على الإنترنت
- صفحة إيما كوجوري في Behind the Voice Actors
- صفحة السيرة الذاتية في ويكيبيديا اليابانية
- ملف الأداء الصوتي في موقع mau2